# Tomas Johnsson
Tomas Krister Johnsson, född 5 mars 1917 i Stockholm, död 12 mars 1998 i Högalids församling, Stockholm, var en svensk arkitekt.
Johnsson, som var son till skulptören Ivar Johnsson och Vavi Schlyter, avlade studentexamen 1937 och utexaminerades från Kungliga Tekniska högskolan 1949. Han anställdes hos arkitekt Hakon Ahlberg i Stockholm 1947, på Stockholms stads stadsbyggnadskontor 1953, blev förste byråarkitekt där 1957 och senare överarkitekt vid stadsplaneavdelningens citybyrå.